# RapidEye

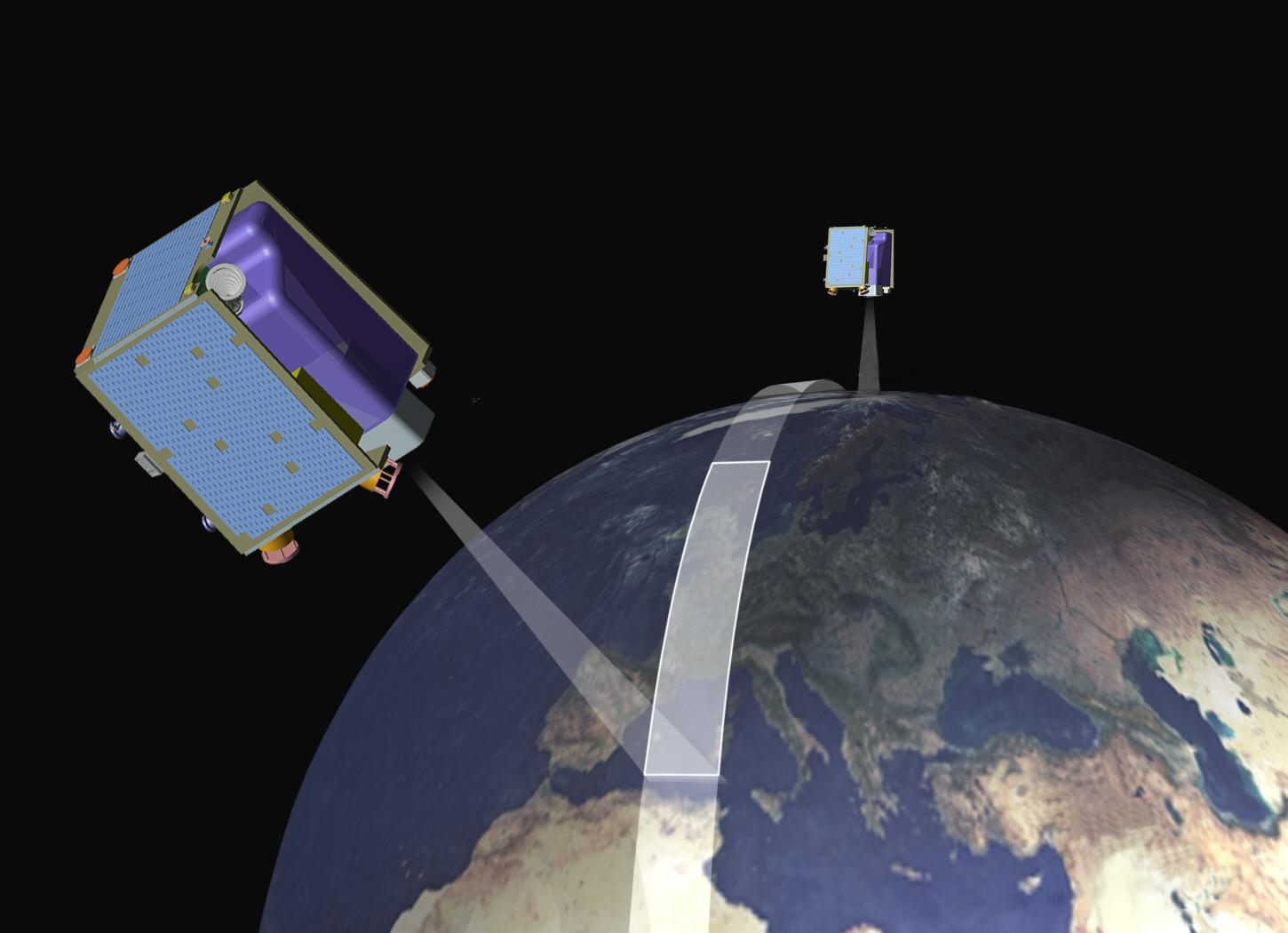
Due dei 5 satelliti RapidEye.

RapidEye è una costellazione di 5 satelliti artificiali tedeschi per il telerilevamento della superficie terrestre.
I 5 satelliti hanno lo stesso tipo di equipaggiamento di sensori, e quindi anche la stessa risoluzione spaziale di 5 metri. Viaggiano uno dietro l'altro nella stessa orbita, permettendo quindi un tempo di rivisitazione molto breve.

## Lancio
Il 29 agosto 2008 nel cosmodromo di Bajkonur in Kazakistan grazie al vettore russo Dnepr-1 furono lanciati in orbita i 5 satelliti.